# Orehek (Postojna)
Orehek is een plaats in Slovenië en maakt deel uit van de gemeente Postojna in de NUTS-3-regio Notranjskokraška. De plaats telde 196 inwoners op 1 januari 2020.